# Distretto di Kağızman
Il distretto di Kağızman (in turco Kağızman ilçesi) è uno dei distretti della provincia di Kars, in Turchia.